# Siaosi Sovaleni
Siaosi ʻOfakivahafolau Sovaleni (n. 28 de febrero de 1970) es un político tongano, que sirvió como primer ministro de Tonga desde 2021 hasta su renuncia en diciembre de 2024.

## Biografía

### Formación
Hijo del político Langi Kavaliku, cursó sus estudios en Timaru Boys' High School en Nueva Zelanda. Se graduó con un bachiller universitario en ciencias por la Universidad de Auckland en 1992 y obtuvo una maestría en Ciencias de la Computación de la Universidad de Oxford en Inglaterra en 1994. Reanudó sus estudios en Suva, Fiyi. En 2008 obtuvo una Maestría en Administración de Empresas de la Universidad del Pacífico Sur.   

### Trayectoria
En 1996 se convirtió en director de tecnología de la información en el Ministerio de Finanzas de Tonga, asesorando al gobierno sobre tecnologías de la información y comunicación y presidiendo la informatización de los servicios del Ministerio. Ocupó este cargo hasta 2002, cuando fue nombrado Vicesecretario de Finanzas, responsable de los servicios comerciales. En octubre de 2005, se convirtió en Asesor de Tecnología de Información y Comunicación de la Comisión de Ciencias de la Tierra Aplicada del Pacífico Sur (SOPAC). En 2010, se hizo responsable del programa de desarrollo regional para estas tecnologías en la Comunidad del Pacífico, un puesto que ocupó hasta 2013.
Entre febrero y abril de 2013, se desempeñó como Líder de Vice-Equipo del Programa de resistencia al Cambio Climático en el Banco Asiático de Desarrollo, y fue nombrado director general de Empresas Públicas en Tonga.

## Carrera política
2014-2019
Dejó el cargo en 2014 para postularse como candidato en las elecciones generales de Tonga de ese año. Fue elegido parlamentario en la Asamblea Legislativa por el distrito electoral de Tongatapu 3. Lideró a los parlamentarios independientes al apoyar al activista demócrata Akilisi Pōhiva del Partido Democrático de las Islas Amigas para la formación de un gobierno. Luego de obtener la victoria, Akilisi Pōhiva nombra a Sovaleni en el cargo de vice primer ministro y ministro de Meteorología, Energía, Información, Gestión de Desastres, Medio Ambiente, Cambio Climático. y Comunicaciones. El 1 de septiembre de 2017 fue destituido de su cargo tras ser acusado por el Primer ministro de deslealtad. El 10 de octubre de 2019 fue anunciado por el primer ministro Pōhiva Tu'i'onetoa como Ministro de Educación.

## Primer ministro de Tonga
En las elecciones generales de 2021 fue reelegido como representante popular por el distrito electoral de Tongatapu 3 con 2084 votos. En las negociaciones post-electorales emergió como uno de los dos principales aspirantes a la jefatura del Gobierno, junto con ʻAisake Eke, quien contaba con el apoyo expreso de Pōhiva Tu'i'onetoa. El 15 de diciembre de 2021 fue elegido por voto secreto Primer Ministro, derrotando a Eke con 16 votos de 26.
El 27 de diciembre de 2021 fue nombrado oficialmente en el cargo por el rey Tupou VI. Anunció oficialmente a su Gabinete el 29 de diciembre de 2021, conservando la cartera de Educación y asumiendo además la responsabilidad de Policía y Fuerzas Armadas.
El 9 de diciembre de 2024, adelantándose a una moción de censura en la Asamblea Legislativa, Sovaleni renunció al cargo de primer ministro.
| Ministerio | Titular                  |
| --- | ------------------------ |
| Primer Ministro Ministro de Educación Ministro de Policía, Bomberos y Servicios de Emergencia Ministro de las Fuerzas Armadas de Su Majestad                              | Hon. Siaosi Sovaleni     |
| Vice primer ministro Ministro de Meteorología, Energía, Información, Gestión de Desastres, Medio Ambiente, Comunicaciones y Cambio Climático Ministro de Empresas Públics | Hon. Poasi Tei           |
| Ministro de Justicia y Prisiones | Hon. Samiu Vaipulu       |
| Ministro de Finanzas y Planificación Nacional Ministro de Hacienda y Aduanas                                                                                              | Hon. Tiofilusi Tiueti    |
| Ministro de Tierras y Recursos Naturales | Hon. Tonga Tuʻiʻafitu    |
| Ministro de Salud | Hon. Dr. Siale ‘Akau’ola |
| Ministro de Comercio y Desarrollo Económico Ministro de Turismo | Hon. Viliami Latu        |
| Ministro de Agricultura, Alimentación y Bosques | Lord Fohe                |
| Ministro de Pesca | Hon. Semisi Fakahau      |
| Ministro de Asuntos Internos | Lord Vaea                |
| Ministro de Infraestructura | Hon. Sevenitini Toumoʻua |
| Fuenteː |                          |

## Vida personal
En enero de 2021, se le concedió el título de Hu’akavameiliku, que había sido otorgado a su difunto padre, el Dr. Langi Kavaliku por el rey Taufa'ahau Tupou IV en 1969. Como poseedor del título, Sovaleni es jefe de la aldea Ha'asini.